# Peristeri
Peristeri (griechisch Περιστέρι (n. sg.); älter auch Peristerio und Peristerion) ist der bevölkerungsreichste Vorort der griechischen Hauptstadt Athen. Als selbständige Gemeinde mit 139.000 Einwohnern ist Peristeri die sechstgrößte Stadt Griechenlands.

## Lage
Peristeri liegt etwa 5 Kilometer nordwestlich der Akropolis. Es grenzt im Osten an das Stadtgebiet von Athen, im Norden an Petroupoli und Ilio, im Nordosten an Agii Anargyri, im Westen an Chaidari und im Süden an Egaleo. Die Gemeinde grenzt an den Kifisos, die Athinon Allee, die Nationalstraße 8 bzw. GR-EO8a und schließt die nördliche Hälfte des Athener Industriegebietes ein. Die Hauptstraßen sind die Kennedy-Straße und die Thívon-Straße.
Seit den Olympischen Spielen von 2004 ist Peristeri an das Metronetz von Athen angeschlossen, was zu einem beträchtlichen Ansteigen der Immobilienpreise führte. Die verkehrstechnische Anbindung lässt erwarten, dass sich Peristeri zunehmend zu einem Pendlerwohnort entwickelt. Derzeit ist Peristeri auf Grund seiner verhältnismäßig zentralen Lage gleichermaßen Wohngegend (Zentrum) wie auch Industrie- und Dienstleistungsstandort.

## Sport
Der Sport spielt in Peristeri eine wichtige Rolle. Während der Olympischen Spiele von 2004 war Peristeri Austragungsort für die Box-Wettkämpfe. In jüngerer Zeit machte der Traditionsverein Atromitos (griechisch Ατρόμητος) von sich reden, der nach dem Abstieg in die zweite Liga 2008 zur Saison 2009/10 in die Super League zurückkehrte. Peristeri ist auch Heimat des Basketballvereins Peristeri Athen der in der ersten griechischen Liga (A1 Ethniki) spielt.

## Söhne und Töchter der Stadt
- Grigoris Bithikotsis (1922–2005), griechischer Sänger

## Partnerstadt
Russe, Bulgarien (1986)